# 23.º distrito electoral de Chile
El vigesimotercer distrito electoral de Chile es un distrito electoral ubicado en la Región de La Araucanía que elige siete diputados para la Cámara de Diputados de Chile. Fue creado en 2018 a partir de los antiguos quincuagésimo, quincuagesimoprimer, y quincuagesimosegundo distritos. Según el censo de 2017, posee 660 897 habitantes.

## Composición
El distrito está compuesto por las siguientes comunas:
| - Carahue - Cholchol - Cunco - Curarrehue - Freire - Gorbea - Loncoche - Nueva Imperial | - Padre Las Casas - Pitrufquén - Pucón - Saavedra - Temuco - Teodoro Schmidt - Toltén - Villarrica |  |

## Representación
| 4 | 1 | 2 |

| 3 | 2 | 1 | 1 |

### Diputados
| Pactos y partidos políticos                                                                                               |
| --- |
| Chile Vamos Independiente La Fuerza de la Mayoría Chile Podemos + Partido Republicano Nuevo Pacto Social Apruebo Dignidad |

| Periodo | Diputado | Diputado                  | Diputado | Diputado | Diputado                  | Diputado | Diputado | Diputado             | Diputado                 | Diputado | Diputado              | Diputado               | Diputado | Diputado               | Diputado             | Diputado | Diputado            | Diputado                   | Diputado | Diputado                        | Diputado | Mandato                                 |
| ------- | -------- | ------------------------- | -------- | -------- | ------------------------- | -------- | -------- | -------------------- | ------------------------ | -------- | --------------------- | ---------------------- | -------- | ---------------------- | -------------------- | -------- | ------------------- | -------------------------- | -------- | ------------------------------- | -------- | --------------------------------------- |
| LV      |          | Sebastián Álvarez Ramírez |          |          | René Manuel García García |          |          | Miguel Mellado Suazo |                          |          | Andrés Molina Magofke |                        |          | René Saffirio Espinoza |                      |          | Ricardo Celis Araya |                            |          | Fernando Meza Moncada           |          | 11 de marzo de 2018-11 de marzo de 2022 |
| LVI     |          | Henry Leal Bizama         |          |          | Miguel Becker Alvear      |          |          | Miguel Mellado Suazo | Mauricio Ojeda Rebolledo |          |                       | Stephan Schubert Rubio |          |                        | Ericka Ñanco Vásquez |          |                     | Andrés Jouannet Valderrama |          | 11 de marzo de 2018-En el cargo |          |                                         |